# Fog (film, 1980)
Pour les articles homonymes, voir Fog.
Pour plus de détails, voir Fiche technique et Distribution.
Fog ou Le brouillard au Québec (The Fog) est un film américain réalisé par John Carpenter et sorti en 1980.
S'il reçoit des critiques négatives à sa sortie, le film est très rentable au box-office et sera ensuite mieux apprécié et deviendra un film culte. Un remake sort en 2005.

## Synopsis
En Californie du Nord, le petit village de pêcheurs Antonio Bay est sur le point de célébrer son centenaire. Mais la quiétude de la ville est perturbée par de mystérieux événements, dont le meurtre horrible de trois pêcheurs locaux, accompagné par un étrange brouillard lumineux qui s'étend sur terre et sur mer. Le prêtre de la localité, le père Malone, découvre le journal de son grand-père, qui contient un sombre secret inconnu des habitants actuels de la ville.
Le journal révèle que, en 1880, six des fondateurs d'Antonio Bay (dont le grand-père de Malone) ont délibérément coulé et pillé l'Elizabeth Dane, un navire appartenant à Blake, un homme riche mais atteint de la lèpre qui voulait trouver un havre de paix pour lui et sa communauté aussi atteinte de la même maladie. Les six complices ont allumé un feu sur la plage près des rochers, et l'équipage, égaré par le faux phare, s'est écrasé sur les rochers. Tous les passagers du navire ont péri. La motivation des six était la cupidité et le dégoût de voir s'installer une léproserie à Antonio Bay. La ville et son église ont ensuite été fondées avec l'or pillé sur le navire échoué.
Le brouillard mystérieux qui s'étend sur la ville est parcouru par les fantômes de Blake et de son équipage, qui reviennent, assoiffés de vengeance, pour le centième anniversaire du naufrage et de la fondation de la ville, afin de prendre la vie de six personnes.

## Fiche technique
Sauf indication contraire, les informations mentionnées dans cette section peuvent être confirmées par la base de données cinématographiques IMDb,  présente dans la section « Liens externes ».
- Titre original complet : John Carpenter's The Fog
- Titre français : Fog
- Titre québécois : Le brouillard[2]
- Réalisation : John Carpenter
- Scénario : John Carpenter et Debra Hill
- Musique : John Carpenter
- Photographie : Dean Cundey
- Montage : Charles Bornstein et Tommy Lee Wallace
- Effets spéciaux : Richard Albain, James F. Liles et Tommy Lee Wallace
- Production : Debra Hill
- Production déléguée : Charles B. Bloch
- Production associée : Barry Bernardi et Pegi Brotman
- Sociétés de production : Debra Hill Productions ; AVCO Embassy Pictures et EDI (coproductions)
- Société de distribution : AVCO Embassy Pictures
- Budget : 1 million dollars[3]
- Pays de production :  États-Unis
- Langue originale : anglais
- Format : couleur (Metrocolor) - 2,35:1 - son Dolby - 35 mm
- Genre : horreur, fantastique
- Durée : 89 minutes
- Dates de sortie[2] :
  - France : janvier 1980 (Festival international du film fantastique d'Avoriaz) ; 19 mars 1980 (sortie nationale)
  - États-Unis : 8 février 1980
  - Suisse romande : 30 juin
- Classification[4] :
  - États-Unis : R
  - France : interdit aux moins de 13 ans lors de sa sortie en salles, puis reclassé moins de 12 ans depuis la réforme en 1991
- Affiches : Macario Gómez Quibus (Espagne), Michel Landi (France)

## Distribution
- Adrienne Barbeau (VF : Annie Balestra) : Stevie Wayne
- Tom Atkins (VF : Bernard Woringer) : Nick Castle
- Jamie Lee Curtis (VF : Sylvie Feit) : Elizabeth Solley
- Janet Leigh (VF : Claire Guibert) : Kathy Williams
- James Canning : Dick Baxter
- Charles Cyphers (VF : Max André) : Dan O'Bannon
- Nancy Loomis (VF : Jeanine Forney) : Sandy Fadel
- Ty Mitchell (VF : Jackie Berger) : Andy Wayne
- Hal Holbrook (VF : René Bériard) : le père Robert Malone
- John F. Goff (VF : Raoul Delfosse) : Al Williams
- John Houseman (VF : Raoul Delfosse) : M. Machen
- George Buck Flower : Tommy Wallace
- Darwin Joston : Dr Phibes
- John Carpenter : Bennett
- Rob Bottin : Blake

## Production

### Genèse du projet
L'idée du film s'inspire partiellement du film de science-fiction britannique The Trollenberg Terror (1958), dans lequel des monstres se cachent dans les nuages. John Carpenter aurait aussi été inspiré par une visite à Stonehenge avec Debra Hill, alors qu'ils étaient en promo pour Assaut, où il y avait du brouillard. Par ailleurs, l'intrigue concernant le naufrage du bateau est inspirée d'une histoire ayant eu lieu à Goleta au XIXe siècle,.
Le film est produit par AVCO Embassy Pictures, avec qui le réalisateur a eu deal de deux films. Le studio produira ensuite New York 1997 (1981).

### Attribution des rôles
Adrienne Barbeau, l'épouse de l'époque de John Carpenter, tient le rôle principal de Fog. Ils s'étaient rencontrés en 1978, sur le tournage du téléfilm Meurtre au 43e étage. Le rôle a été écrit spécifiquement pour l'actrice, qui tourne ici son premier long métrage.
Tom Atkins, un ami d'Adrienne Barbeau, est comme Nick Castle, un proche collaborateur de John Carpenter. Tom Atkins avait fait ses débuts avec le réalisateur de La Nuit des masques. Leur collaboration suivra avec New York 1997 et Halloween 3 : Le Sang du sorcier.
Après La Nuit des masques, John Carpenter choisit pour le rôle d'Elizabeth l'une de ses actrices fétiches : Jamie Lee Curtis. L'actrice commente : « Ce que j'aime avec John, c'est qu'il me laisse explorer différents aspects de moi-même. Je suis pourrie gâtée maintenant. Mon réalisateur suivant sera déçu ».
La mère de Jamie Lee Curtis, Janet Leigh — héroïne de Psychose d'Alfred Hitchcock — a également été retenue au casting dans un des rôles principaux.
Le rôle du père Malone est initialement proposé à Christopher Lee, mais il n'est pas disponible. C'est finalement Hal Holbrook qui l'incarne.
Une actrice qui avait déjà travaillé avec John Carpenter et Jamie Lee Curtis dans La Nuit des masques, Nancy Kyes, joue un des rôles principaux dans ce film.
Le rôle de Blake est tenu par Rob Bottin, spécialiste des effets spéciaux et maquillages.

### Tournage

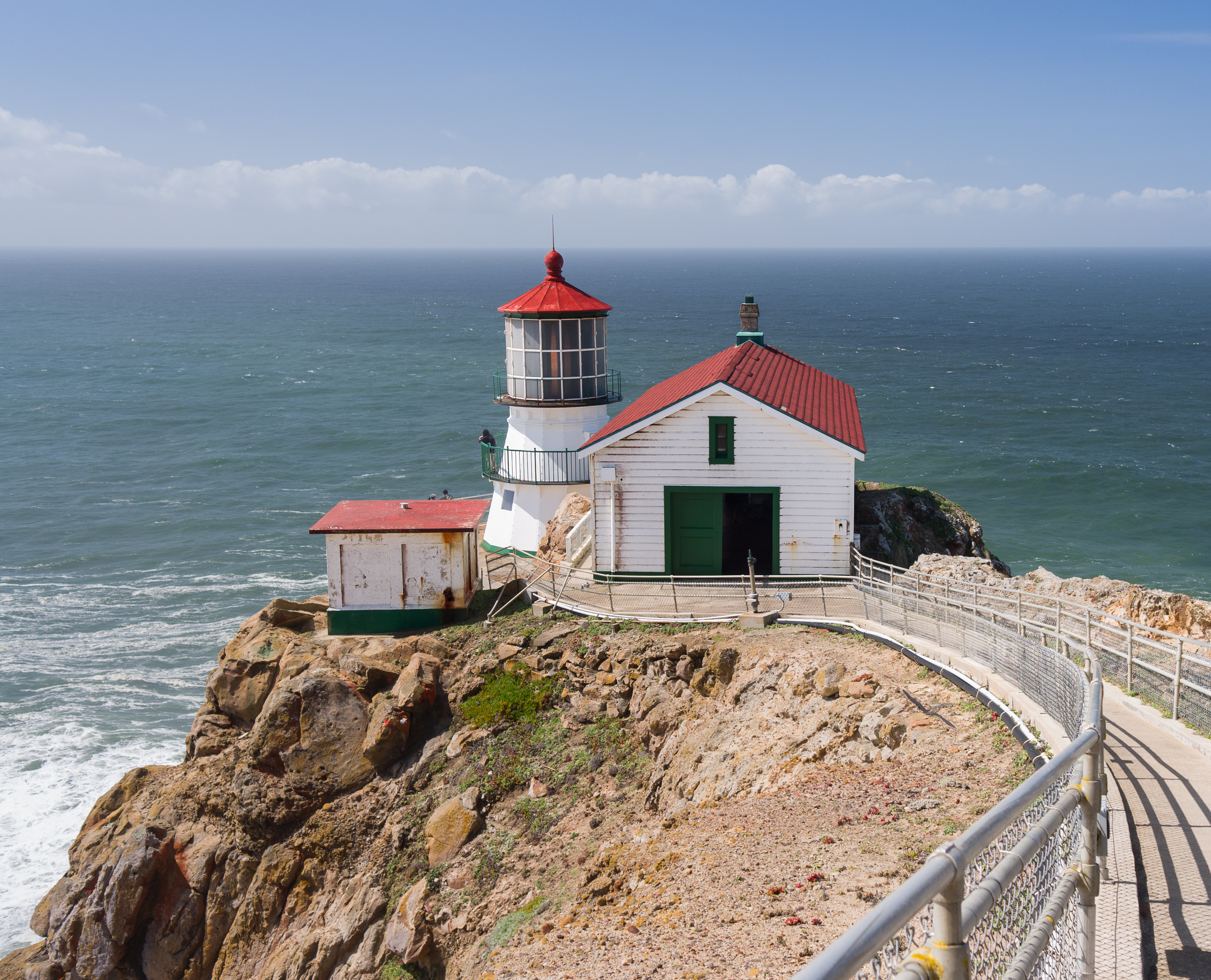
Le phare de Point Reyes, où plusieurs scènes d'Adrienne Barbeau ont été tournées.

Fog était doté d'un budget de 1 million dollars. Ce maigre budget n'empêche pas le réalisateur John Carpenter de choisir de tourner le film dans un format large anamorphosé. Le tournage commence en avril 1979 et s'achève en mai de la même année. Il a lieu aux Raleigh Studios à Hollywood (pour les scènes d'intérieur), à Point Reyes (pour les scènes du phare), ainsi qu'à Altadena, Bodega Bay, Sierra Madre et dans le quartier de Van Nuys à Los Angeles.
La grande difficulté durant le tournage de Fog est les prises de vues mettant en scène le brouillard. Dans le film, il joue un rôle crucial puisque annonçant la présence fantomatique des victimes d'Antonio Bay. Le problème c'est qu'en utilisant une fumée projetée sous pression par des appareils conséquents, le brouillard avait tendance à se disperser trop rapidement ; ce qui ne permettait pas une installation durable. Pour résoudre ses problèmes, le cinéaste s'adresse à A and A Special Effects, l'une des meilleures firmes spécialisées dans ce domaine[réf. nécessaire].
Selon John Carpenter, le premier montage de Fog était « un ratage complet ». Pour améliorer la qualité du film, le réalisateur a dû retourner une partie du film, ainsi que refaire intégralement la bande-son et la musique.

### Musique
Albums de John Carpenter
La Nuit des masques
(1978) New York 1997
(1981)
La musique du film est composée par John Carpenter. Une première version est éditée en vinyle par Varèse Sarabande en 1984. La bande originale sera ensuite rééditée en double CD par la suite.
Liste des titres - édition vinyle (1984)
1. Matthew Ghost Story
2. Main Title Theme
3. Walk To The Lighthouse
4. Rocks At Drake's Bay
5. The Fog
6. Antonio Bay
7. Tommy Tells Of Ghost Ships
8. Reel 9

## Accueil
À sa sortie, le film reçoit un accueil mitigé[réf. nécessaire]. Roger Ebert commente dans son étude que « ce n'est pas un grand film, mais c'est une belle promesse de la part de Carpenter ».
Sur l'agrégateur américain Rotten Tomatoes, il récolte 75 % d'opinions favorables pour 67 critiques et une note moyenne de 6,6⁄10. Sur Metacritic, il obtient une note moyenne de 55⁄100 pour 11 critiques.
Malgré des critiques négatives, le film ne déçoit pas au box-office et est très rentable. Produit pour un peu plus d'un million de dollars, il récolte 21 378 361 dollars rien que sur le sol américain. En France, il attire 942 885 spectateurs en salles.
Fog est ensuite considéré, y compris par John Carpenter lui-même, comme « un film classique d'horreur mineur », même s'il considère que ce n'est pas son film préféré en raison des modifications et du faible budget du film. C'est une des raisons pour lesquelles il a accepté le remake de 2005[réf. nécessaire]. À la fin des années 2010, le magazine Time Out regroupe 100 auteurs, réalisateurs, acteurs et critiques spécialistes des films d'horreur pour un vote des 100 meilleurs films du genre. Le film est classé à la 77e place

## Distinctions
| Année | Cérémonie                                            | Prix                                             | Lauréat                                             |
| ----- | ---------------------------------------------------- | ------------------------------------------------ | --------------------------------------------------- |
| 1981  | Saturn Awards                                        | Nomination au prix du meilleur film d'horreur    |                                                     |
| 1981  | Saturn Awards                                        | Nomination au prix des meilleurs effets spéciaux | Richard Albain, Tommy Lee Wallace et James F. Liles |
| 1980  | Festival international du film fantastique d'Avoriaz | Prix de la critique                              | John Carpenter                                      |

Source : Internet Movie Database

## Inspiration et clins d’œil
Fog multiplie les clins d'œil aux maîtres du genre que ce soit à Edgar Allan Poe avec la citation en ouverture ou des références à l'univers de Howard Phillips Lovecraft. De la même façon, on peut suggérer que le choix de la ville de Bodega Bay pour tourner l'action n'est pas fortuit. En effet, cette ville portuaire est célèbre depuis que Alfred Hitchcock y a tourné Les Oiseaux. Par ailleurs, on peut percevoir un hommage à Clint Eastwood dans les « revenants vengeurs » de Fog qui évoquent le rôle que Clint Eastwood incarnait dans L'Homme des Hautes Plaines, à savoir un « homme-fantôme » qui venait régler ses comptes avec ses assassins. Darwin Joston interprète quant à lui le Dr Phibes, clin d'œil au film L'Abominable Dr. Phibes de Robert Fuest. Enfin, on peut voir un panneau publicitaire pour l'entreprise Loomis, clin d'œil au personnage du docteur Samuel Loomis de La Nuit des masques. Le nom de M. Machen rappelle celui de l'auteur de fantastique Arthur Machen.
Le personnage joué par Charles Cyphers porte le nom de Dan O'Bannon, célèbre coscénariste d' Alien l'année précédente et Dark Star (le premier long métrage de John Carpenter).
On peut entendre le nom du groupe de musique The Coupe DeVilles au début du film. Il s'agit du groupe formé par John Carpenter, Nick Castle et Tommy Lee Wallace, dont une chanson est notamment présente dans La Nuit des masques.

## Remake
Le film a fait l'objet d'un remake sorti en 2005. Écrit par Cooper Layne, il est mis en scène par Rupert Wainwright. Les rôles principaux sont tenus par Tom Welling et Maggie Grace. Le producteur David Foster avait adoré le film original et gardait un excellent souvenir de sa collaboration avec John Carpenter sur la production de The Thing. Quand il a contacté ce dernier et sa partenaire Debra Hill, aujourd'hui décédée, pour réaliser une nouvelle version de Fog, le réalisateur s'est montré enthousiaste mais a refusé d'en être le réalisateur. Il explique : « Je trouvais que cela aurait plus de sens de confier la réalisation à un regard neuf. Je faisais confiance à David. C'est pourquoi Debra et moi lui avons donné notre accord pour qu'il prenne la tête du projet »[réf. nécessaire].
Pour un budget de 18 millions dollars, le film rapporte seulement 29 511 112 dollars et se fait descendre par la critique et le public. Mad Movies déclare : « Le plus impressionnant reste finalement qu'à l'heure où l'horreur hardcore et réaliste (…) refait surface dans les esprits hollywoodiens, ce Fog là ne cherche même pas à faire peur à ses éventuels spectateurs ». Le magazine Première est quant à lui plus cru : « Réalisé par le manchot déjà responsable de Stigmata, le Fog 2006 est aussi flippant qu'un brumisateur et joué par des acteurs expressifs comme des Playmobil. ».